# Pectinometra
Genre
Pectinometra est un genre de comatules de la famille des Calometridae.

## Liste des genres
Selon World Register of Marine Species (10 avril 2015) :
- Pectinometra carduum (AH Clark, 1908) -- Philippines (170-200 m de profondeur)
- Pectinometra flavopurpurea (AH Clark, 1907) -- Japon (150-360 m de profondeur)
- Pectinometra magnifica (AH Clark, 1909) -- Andaman et Indonésie (300-450 m de profondeur)